# شانان كليك
شانان كليك (بالإنجليزية: Shannan Click)‏ (مواليد 17 نوفمبر، 1981) عارضة أزياء أمريكية، ظهرت في مجموعة متنوعة من الطبعات الدولية لمجلة فوغ وعروض أزياء فيكتوريا سيكريت 2008 حتى 2011 .

## روابط خارجية
- شانان كليك على موقع IMDb (الإنجليزية)
- شانان كليك على موقع قاعدة بيانات الفيلم (الإنجليزية)
- شانان كليك على موقع دليل عارضات الأزياء (الإنجليزية)
- شانان كليك في موديلز.كوم